# Przejście Północno-Zachodnie

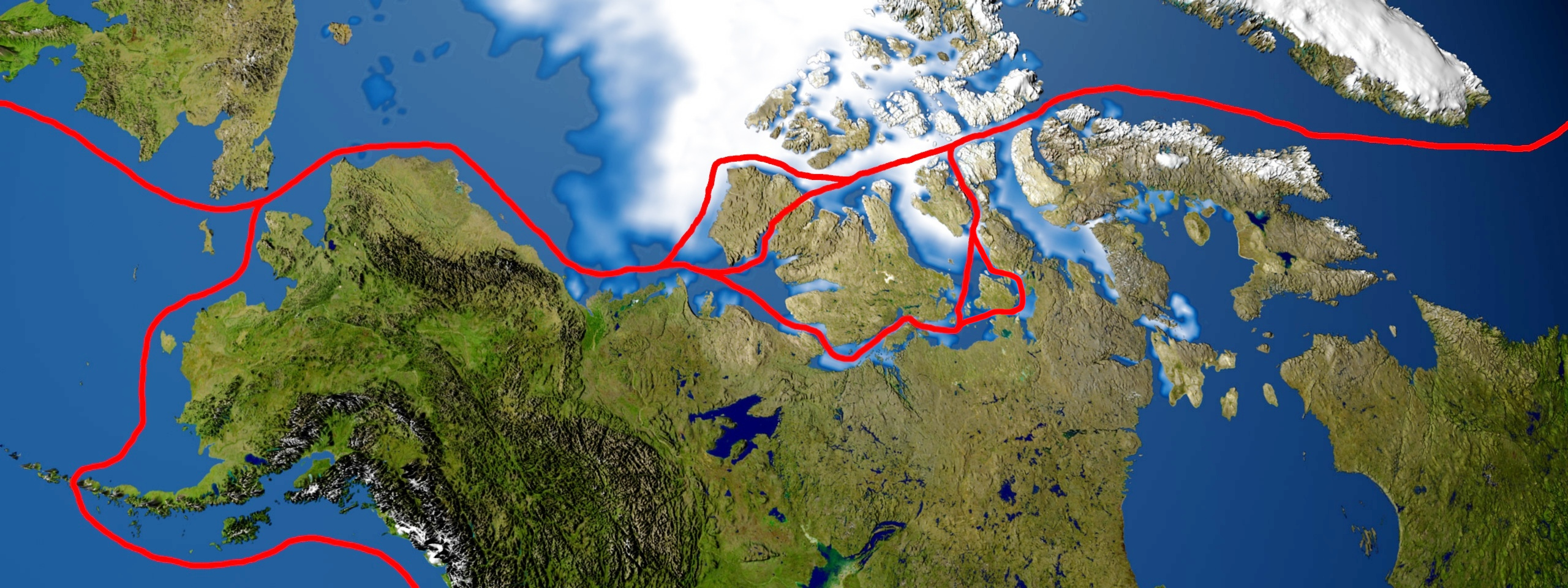
Popularne szlaki Przejścia Północno-Zachodniego

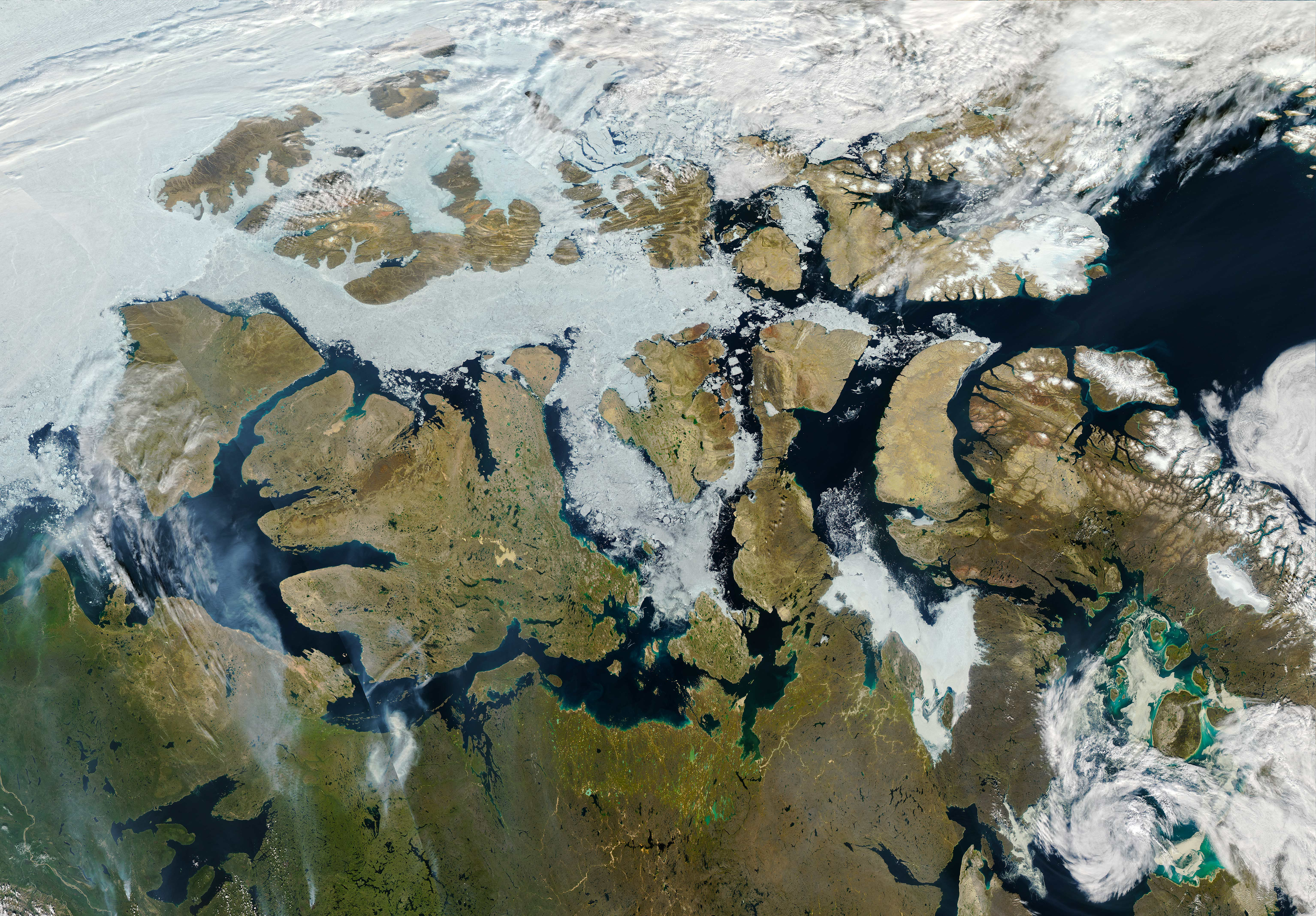
Archipelag Arktyczny: Przejście Północno-Zachodnie – zdjęcie satelitarne

Przejście Północno-Zachodnie  (ang. Northwest Passage) – droga morska łącząca Ocean Atlantycki z Oceanem Spokojnym, prowadząca drogami wodnymi wewnątrz Archipelagu Arktycznego na północ od kontynentalnej Ameryki Północnej.
Europejczycy poszukiwali przejścia przez 300 lat jako alternatywnego szlaku handlowego między Europą a Azją. Istnienie przejścia potwierdził jako pierwszy brytyjski badacz polarny Robert McClure (1807–1873), który przebył przejście z zachodu na wschód na statku i na saniach w latach 1850–1853. Pierwszym, który w całości przepłynął przejście, choć w kilku etapach w latach 1903–1906, był norweski polarnik i późniejszy zdobywca bieguna południowego Roald Amundsen (1872–1928). Mimo udowodnienia przynajmniej okresowej żeglowności przejścia nie nabrało ono komercyjnego znaczenia, ponieważ ukończony w 1914 roku Kanał Panamski zapewniał już łatwiejszą trasę z Atlantyku na Pacyfik.
Status prawny przejścia jest sporny – z jednej strony Kanada utrzymuje, że przejście leży wewnątrz kanadyjskich wód terytorialnych, z drugiej strony Stany Zjednoczone uważają je za wody międzynarodowe.
Globalne ocieplenie i zmiany klimatyczne sprawiają, że zasięg i grubość lodu w Arktyce maleją, co powoduje coraz większe otwarcie przejścia dla żeglugi. W latach 2013–2019 liczba statków pokonujących przejście wzrosła ze 113 do 160 (o 44%). Modele klimatyczne pokazują, że w połowie XXI w. cały Ocean Arktyczny może pozostawać wolny od lodu przez kilka miesięcy letnich. Zwiększenie ruchu przez przejście niesie ze sobą zagrożenia dla środowiska naturalnego związane z ryzykiem zanieczyszczenia wskutek wycieku ropy naftowej i innych substancji chemicznych czy zanieczyszczeniem hałasem.

## Geografia

Archipelag Arktyczny: Przejście Północno-Zachodnie – mapa

Przejście Północno-Zachodnie to droga morska łącząca Ocean Atlantycki z Oceanem Spokojnym biegnąca na północ od kontynentalnej Ameryki Północnej.
Przejście zlokalizowane jest ok. 800 km na północ od koła podbiegunowego północnego (ok. 1930 km od bieguna północnego) i wiedzie przez ok. 1450 km cieśnin wewnątrz Archipelagu Arktycznego . Wejście do przejścia utrudniają liczne góry lodowe dryfujące między Grenlandią a Ziemią Baffina, a wyjście masy lodu wpychane do Cieśniny Beringa między kontynentami azjatyckim i północnoamerykańskim .
Istnieje wiele potencjalnych szlaków Przejścia Północno-Zachodniego, lecz z uwagi na obecność lodu i płycizny w cieśninach, dróg żeglownych jest kilka. W 2009 roku Rada Arktyczna wydała raport Arctic Marine Shipping Assessment 2009 Report, w którym na podstawie badań lodu morskiego w latach 2006–2015 zidentyfikowano następujące żeglowne szlaki Przejścia Północno-Zachodniego:
1. Kanał Parry’ego (Cieśnina Lancastera – Cieśnina Barrowa – Cieśnina Melville’a) – Cieśnina Księcia Walii – Zatoka Amundsena
2. Kanał Parry’ego (Cieśnina Lancastera – Cieśnina Barrowa – Cieśnina Melville’a) – Cieśnina McClure’a – Zatoka Amundsena
3(a). Cieśnina Lancastera – Cieśnina Barrowa – Peel Sound – Cieśnina Franklina – Larsen Sound – Cieśnina Wiktorii – Zatoka Królowej Maud – Dease Strait – zatoka Coronation – Dolphin and Union Strait – Zatoka Amundsena
3(b). Cieśnina Lancastera – Cieśnina Barrowa – Peel Sound – Cieśnina Franklina – Larsen Sound – James Ross Strait – Rae Strait – Simpson Strait – Zatoka Królowej Maud – Dease Strait – zatoka Coronation – Dolphin and Union Strait – Zatoka Amundsena
4. Cieśnina Lancastera – Cieśnina Barrowa – Cieśnina Księcia Regenta – Bellot Strait – Cieśnina Franklina – Larsen Sound – Cieśnina Wiktorii – Zatoka Królowej Maud – Dease Strait – zatoka Coronation – Dolphin and Union Strait – Zatoka Amundsena
5. Cieśnina Hudsona – Foxe Channel – Basen Foxe’a – Fury and Hecla Strait – Boothia – Bellot Strait – drogi 3(a), 3(b) lub 5

### Wpływ zmian klimatycznych na żeglowność Przejścia Północno-Zachodniego
Globalne ocieplenie i zmiany klimatyczne sprawiają, że zasięg i grubość lodu w Arktyce maleją, a sama Arktyka notuje prawie dwukrotnie szybszy wzrost temperatury niż inne obszary na Ziemi. Topnienie lodu i śniegu powoduje, że zmniejsza się powierzchnia odbijająca promienie słoneczne, a zwiększa się powierzchnia absorbująca ciepło – arktyczne wzmocnienie. Ciepło absorbowane przez wodę podnosi temperaturę Oceanu Arktycznego. Modele klimatyczne pokazują, że w połowie XXI w. cały Ocean Arktyczny może pozostawać wolny od lodu przez kilka miesięcy letnich.

## Historia poszukiwań

### Geneza
Odkrycie Ameryki przez Krzysztofa Kolumba (1451–1506) i zajęcie nowo odkrytych ziem przez Hiszpanię doprowadziło do konfliktu z Portugalią. Zgodnie z traktatem z Alcáçovas (1479) wszystkie nowo odkryte terytoria na południe od Wysp Kanaryjskich miały należeć do Portugalii. Konflikt rozwiązał papież Aleksander VI (1431–1503) wydając bullę Inter caetera i dzieląc świat między Hiszpanię i Portugalię. Linia podziału była następnie negocjowana i została ostatecznie określona w traktacie z Tordesillas (1494).
Wschodzące morskie potęgi Holandii, Francji i Anglii zostały pozbawione nie tylko nowych ziem, ale też morskich szlaków handlowych do Azji wokół Afryki i Ameryki Południowej. Stąd narodziła się potrzeba znalezienia alternatywnej drogi morskiej z Europy do Azji. Ówczesne błędne przekonanie, że słona woda morska nie zamarza, a lód na morzach buduje spływająca z lądu woda słodka, legło u podstaw przeświadczenia o istnieniu przejścia na północy.

### Wyprawy

#### XV–XVI wiek

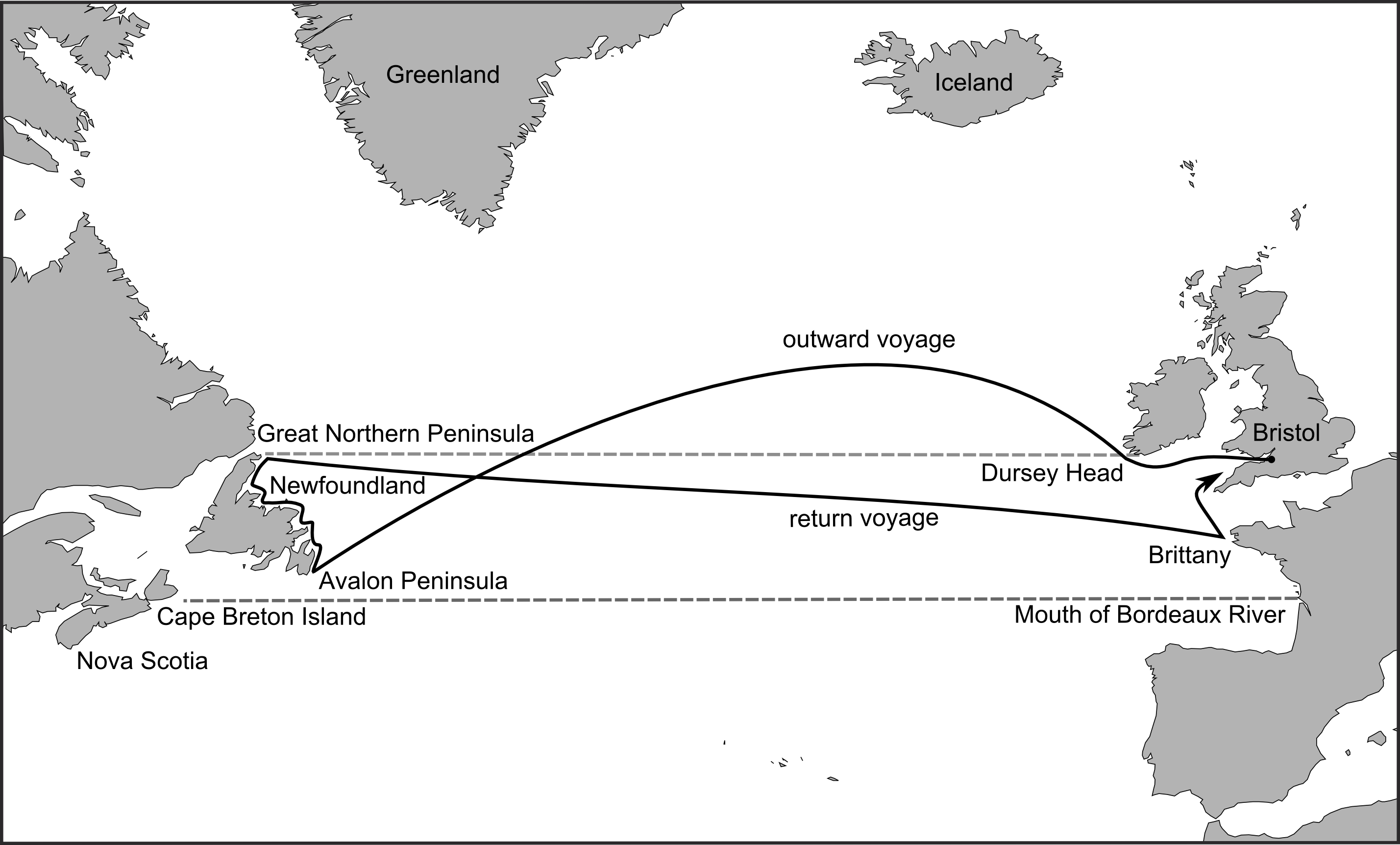
Trasa wyprawy Johna Cabota (1497)

Pierwszym, który poszukiwał alternatywnego szlaku do Azji był John Cabot (1450–1499). W 1497 roku dopłynął do wybrzeży Labradoru albo do Cape Breton (miejsce lądowania Cabota nie jest jednoznacznie zidentyfikowane), a sam Cabot był przekonany, że dopłynął do Azji . Po powrocie do Anglii udało mu się pozyskać wsparcie króla i kupców dla ponownej wyprawy, której cztery z pięciu statków zaginęły na morzu. Sam Cabot został uznany za zmarłego w 1499 roku . Wyprawa z 1509 roku syna Cabota Sebastiana (1472–1557) w poszukiwaniu drogi do Chin na północ od Labradoru nie jest tak dobrze udokumentowana jak wyprawa jego ojca, a informacje o podróży pochodzą z relacji samego Sebastiana. Wybór trasy na północy sugeruje, że poszukiwał Przejścia Północno-Zachodniego. Sebastian Cabot – według relacji własnej – dotarł na wody współczesnej Arktyki – do Cieśniny Davisa, Cieśniny Hudsona i Zatoki Hudsona.
Odkrycie Johna Cabota najprawdopodobniej przyczyniło się do zainteresowania przejściem zachodnim Portugalii – uważano, że nowo odkryte tereny przypadały Portugalii na mocy traktatu z Tordesillas (1494) . W latach 1498–1504 portugalscy żeglarze, m.in. João Fernandes, bracia Gaspar (1450–1501) i Miguel Corte-Real (1448–1502?), udali się na poszukiwania nowych ziem na północnym Atlantyku . Według niektórych źródeł Gaspar Corte-Real miał dotrzeć do Cieśniny Davisa i Sukkertoppen, a nawet do wschodniego wybrzeża Nowej Fundlandii, co nie zostało jednak jednoznacznie potwierdzone . W 1501 roku Corte-Real dotarł do Labradoru, lecz zaginął w drodze powrotnej do Portugalii . W latach 1524–1525 portugalski żeglarz w służbie króla Hiszpanii Estêvão Gomes (1483/84–1538), przekonany, że znajdzie krótszą i łatwiejszą drogę na Moluki niż szlak Magellana, przepłynął wzdłuż wschodniego wybrzeża Ameryki Północnej od Florydy do przylądka Cape Race na Nowej Fundlandii . Po bezskutecznych poszukiwaniach wyprawa powróciła do Hiszpanii .

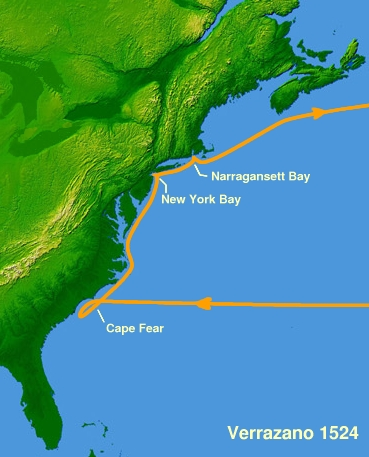
Trasa wyprawy Verrazzano (1524)

W 1524 roku włoski żeglarz w służbie francuskiego króla Franciszka I (1494–1547) Giovanni da Verrazzano (1485–1528) zbadał wschodnie wybrzeże Ameryki od Karoliny po Nową Funlandię. Verrazzano wziął Pamlico Sound i Albemarle Sound za Ocean Spokojny i na mapie z wyprawy umieścił rzekome morze na zachód od wybrzeża Karoliny Północnej – niewielka mierzeja sugerowała możliwość łatwego przejścia z Atlantyku na Pacyfik.
W 1534 roku na zlecenie Franciszka I na poszukiwanie zachodniej drogi morskiej do Azji wyruszył francuski korsarz Jacques Cartier (1491/1492–1557), który zbadał wybrzeże Labradoru, zachodnie brzegi Nowej Fundlandii, Gaspé Bay i Zatokę Świętego Wawrzyńca. Podczas kolejnej wyprawy w 1535 roku dotarł do Mont Royal. Chociaż poszukiwania przejścia zakończyły się niepowodzeniem, to wyprawa Cartiera zbadała tereny ważne dla przyszłego francuskiego osadnictwa w Quebecu i Montrealu.
W 1540 roku na nowej mapie świata Sebastian Münster (1488–1552) powielił błąd Verrazzano, a powszechne stosowanie tej mapy rozpowszechniło wizję Verrazzano. Pod jej wpływem angielski geograf Richard Hakluyt (1552–1616) propagował w okresie późniejszym ideę kolonizacji Ameryki Północnej przez Wielką Brytanię. Jednak jeszcze w 1541 roku angielski żeglarz Robert Burlow bezskutecznie próbował zainteresować króla Henryka VIII (1491–1547) poszukiwaniami na północy krótszej drogi morskiej do Indii Wschodnich.
W 1562 roku na mapie świata włoskiego kartografa Giacomo Gastaldiego (1500–1566) po raz pierwszy pojawiła się Cieśnina Anian – rzekoma cieśnina oddzielająca Amerykę Północną od Azji. Cieśnina łączyła Ocean Spokojny z wielkim północnym morzem śródlądowym, które z kolei łączyło się z Oceanem Atlantyckim. Takie przedstawienie napędzało nadzieje na znalezienie Przejścia Północno-Zachodniego. Cieśnina Anian została również umieszczona przez Abrahama Orteliusa (1527–1598) na mapie świata Typus Orbis Terrarum (1564).
Kolejnym angielskim żeglarzem poszukującym przejścia był Martin Frobisher (1535–1594), który w 1576 roku dotarł do Resolution Island na południowy wschód od Ziemi Baffina, odkrywając zatokę, nazwaną później na jego cześć Zatoką Frobishera . Po powrocie do Anglii, na podstawie własnych relacji o możliwości występowania złóż złota, pozyskał wsparcie finansowe królowej na przeprowadzenie dwóch wypraw w 1577 i 1578 roku, jednak przywiezione rudy nie zawierały cennych metali .

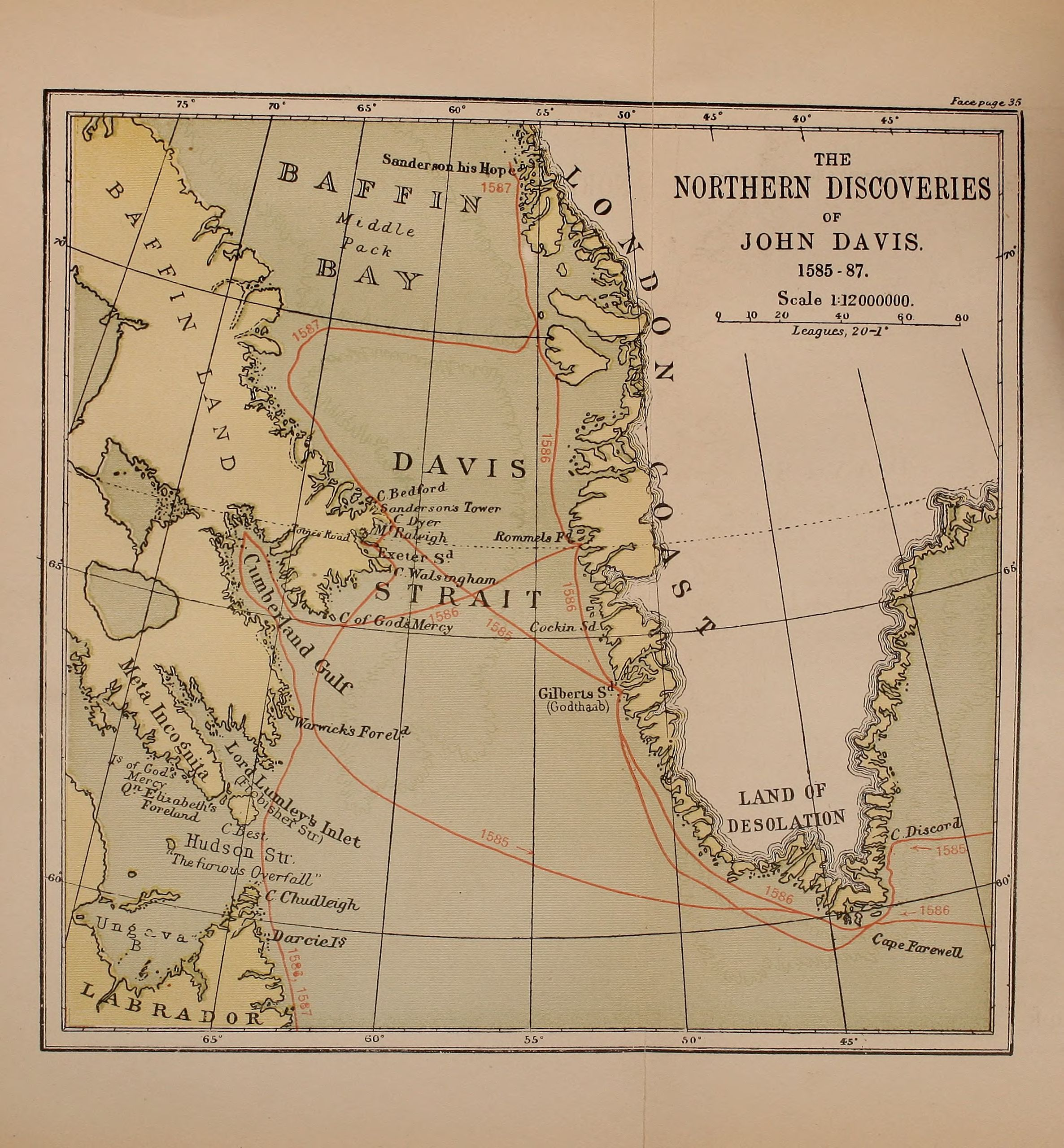
Trasy wypraw Davisa w latach 1585–1587, ilustracja z książki Clementsa Markhama A life of John Davis, the navigator, 1550-1605, discoverer of Davis straits (1889)

W 1585 roku na poszukiwania przejścia popłynął John Davis (1550–1605), który uzyskał wsparcie sekretarza królowej Francisa Walsinghama (1532–1590) i finansowanie zamożnych kupców . Dotarł do Grenlandii, opłynął przylądek Kap Farvel i popłynął na północ wzdłuż jej zachodniego wybrzeża . Następnie przebył cieśninę – nazwaną na jego cześć Cieśniną Davisa i dotarł na wschodnie wybrzeże Ziemi Baffina . Nie znalazł przejścia i zawrócił , lecz przekonany był o jego istnieniu – albo na zachód od zatoki Cumberland, albo na północ od Cieśniny Davisa . Kolejne próby znalezienia przejścia podjął w 1586 i 1587 roku . Druga wyprawa dotarła do 72°92´N, następnie udała się na zachód, a potem wobec lodu uniemożliwiającego dalszą podróż, skręciła na południe wzdłuż wschodniego wybrzeża Ziemi Baffina . Davis zbadał zatokę Cumberland, odnotowując wejścia do Zatoki Frobishera i Zatoki Hudsona, i poprzez fiord Labradoru dotarł do Hamilton Inlet . Podczas wyprawy zmapowano duże odcinki wybrzeży Grenlandii, Ziemi Baffina i Labradoru i sporządzono szczegółowe notatki o warunkach meteorologicznych, geologicznych i przyrodniczych . Raport Davisa o Inuitach jest jedną z najwcześniejszych relacji o ich życiu .

#### XVII wiek
W 1609 roku hiszpański żeglarz Lorenzo Ferrer Maldonado (?–1625) przedstawił królowi hiszpańskiemu Filipowi III (1578–1621) relację ze swojej wyprawy, twierdząc, że w 1588 roku przepłynął przez Przejście Północno-Zachodnie . Maldonado miał wpłynąć od północy na „Morze Południowe” poprzez Cieśninę Anian, następnie skierować się na południe i dopłynąć do 55°N i od północnego wybrzeża Ameryki przedostać się do Chin, by tam zawrócić i pokonać tę samą trasę w drodze powrotnej do Hiszpanii. Relacja Maldonado nie zdobyła jednak zainteresowania, a on sam wsparcia . Wcześniej Maldonado uniknął odpowiedzialności w sporze, w którym zarzucano mu fałszerstwo dokumentów . W dziełach geograficznych Maldonado opublikowanych po jego śmierci przeprawa przez przejście nie jest wspominana .
Kolejnym żeglarzem, który twierdził, że w 1592 roku przepłynął przez cieśninę prowadzącą z Mórz Południowych do Oceanu Arktycznego, był grecki żeglarz w służbie króla Hiszpanii Juan de Fuca (1536–1602) .

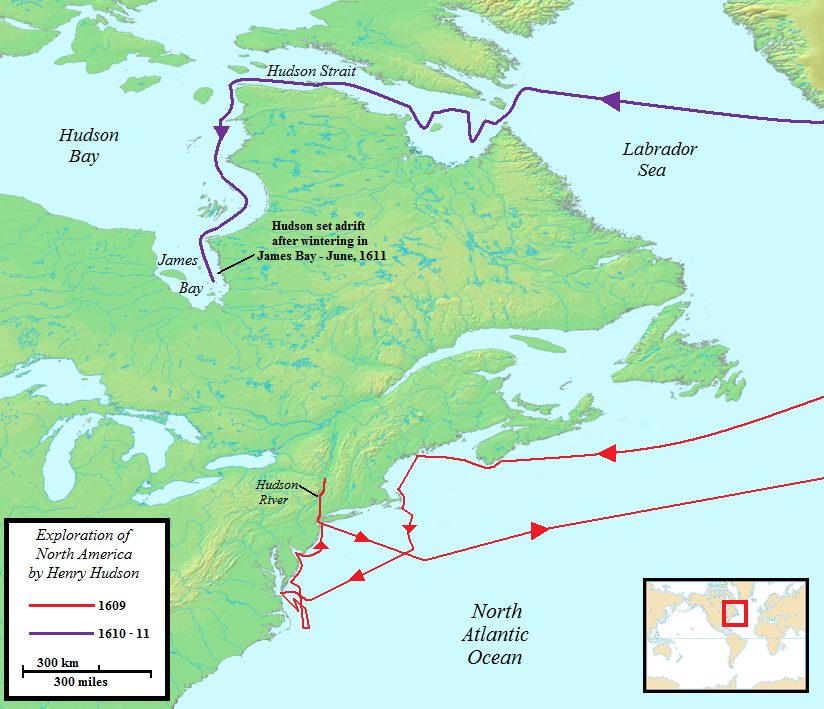
Trasy wypraw Hudsona

Na początku XVII w. poszukiwania przejścia kontynuowała angielska spółka Kompania Moskiewska (ang. Muscovy Company), która w 1607 roku zleciła wyprawę Henry’emu Hudsonowi (1565–1611) . Hudson przejścia nie znalazł, ale dotarł wówczas dalej na północ niż jakakolwiek wcześniejsza wyprawa, a jego obserwacje przyczyniły się do rozwoju wielorybnictwa na Spitsbergenie . Kolejna wyprawa Hudsona w 1608 roku sfinansowana przez Kompanię Moskiewską również zakończyła się niepowodzeniem .
Następnie Hudson popłynął na zlecenie Holenderskiej Kompanii Wschodnioindyjskiej . Hudson znał dwa raporty o możliwym położeniu przejścia – angielskiego kapitana George’a Weymoutha (1585–1612), który umiejscawiał przejście w okolicach 62°N oraz kapitana Johna Smitha, który położenia przejścia upatrywał w okolicach 40°N . Wyprawa Hudsona wyruszyła w 1609 roku i pomimo napotkanych sztormów zdecydowała się kontynuować poszukiwania w okolicy 40°N . Wpłynęła na rzekę – odkrytą w 1524 roku przez Verrazzano – i po ok. 240 km dotarła w pobliże współczesnego Albany, a Hudson stwierdził, że nie jest to przejście na Pacyfik . Rzeka została później nazwana na cześć Hudsona – Hudson . Po powrocie do Europy Anglia zabroniła Hudsonowi udziału w wyprawach innych państw .
W 1610 roku Hudson poprowadził kolejną ekspedycję – tym razem w okolice 62°N, finansowaną przez Brytyjską Kompanię Wschodnioindyjską (ang. British East India Company) i Kompanię Moskiewską . Po przejściu przez Cieśninę Hudsona wyprawa wpłynęła do Zatoki Hudsona i została zmuszona do przezimowania w Zatoce Jamesa. W 1611 roku załoga zbuntowała się i zostawiła Hudsona z synem i kilkoma poplecznikami na niewielkiej łódce w Zatoce Hudsona . O Hudsonie słuch zaginął .
Poszukiwania Hudsona kontynuowali na zlecenie angielskich kupców kolejno Thomas Button (zm. 1634) w latach 1612–1613 , William Gibbons w 1614 roku  i Robert Bylot w latach 1615–1616 . W trakcie wypraw Bylota nawigatorem był William Baffin (1584?–1622) – razem dostarczyli dowodów na nieistnienie przejścia z Zatoki Hudsona . W 1616 roku opłynęli Zatokę Baffina, a Baffin zmapował brzegi zatoki, lokalizując Cieśninę Smitha, Cieśninę Jonesa i Cieśninę Lancastera  .

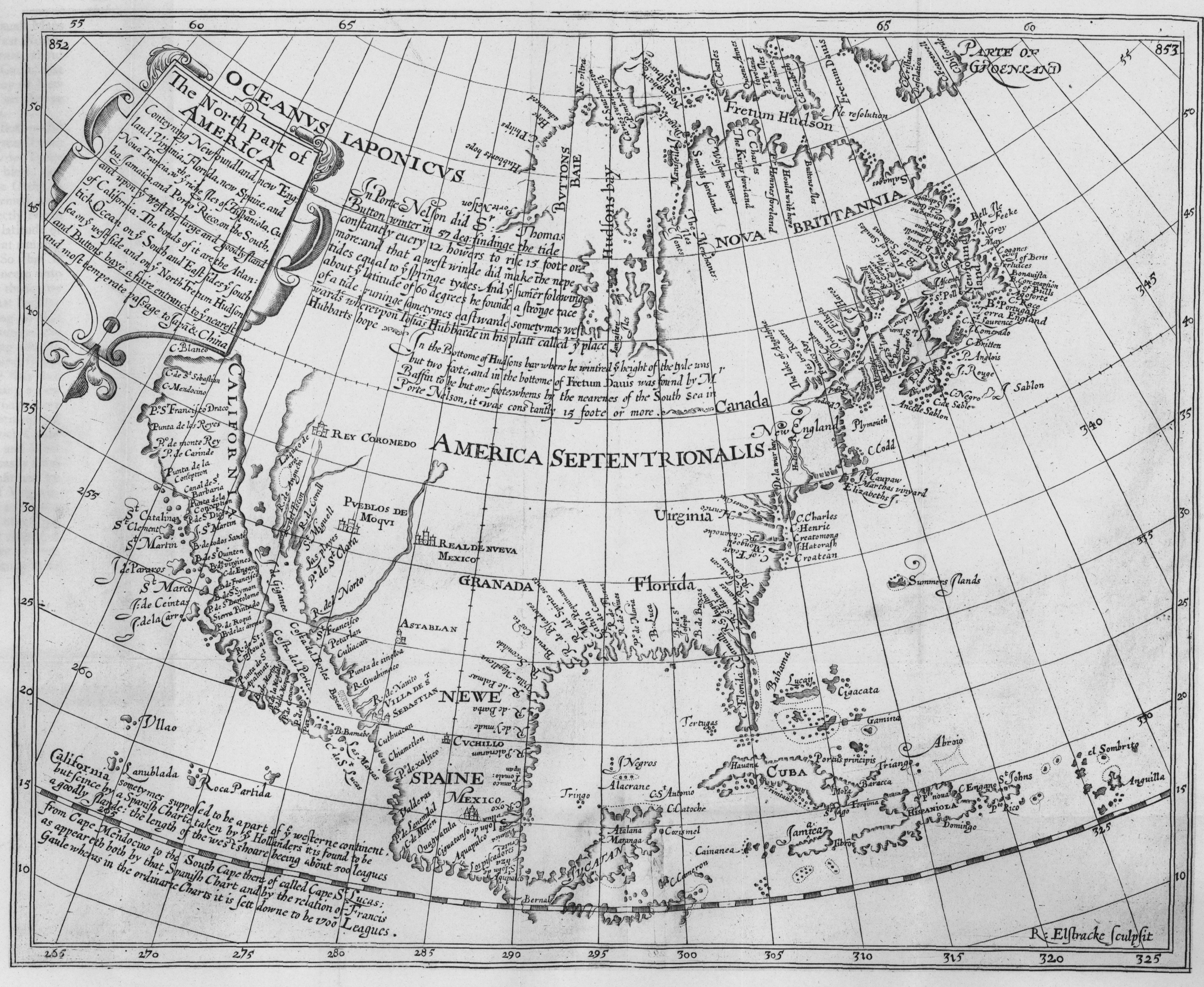
Mapa Ameryki Północnej Henry’ego Briggsa (1625)

Duński kapitan Jens Munk poszukując przejścia północno-zachodniego zimował 1619-1620 w Zatoce Hudsona nieopodal dzisiejszej miejscowości Churchill, Manitoba, Kanada. Niespotykane warunki zimowe oraz szkorbut spowodowały, że zimowanie przeżyło prócz kapitana tylko dwóch marynarzy.
W 1622 roku angielski matematyk Henry Briggs (1561–1630) opublikował A Treatise of the Northwest Passage to the South Sea, Through the Continent of Virginia and by Fretum Hudson. Na swojej mapie ukazał przejście pomiędzy oceanami łączące wschodnie wody Zatoki Hudsona z „Oceanem Japońskim”. Mapa ta została przedrukowana przez Samuela Purchasa (1577–1626) w jego dziele Purchas his Pilgrimes w 1625 roku.
W latach 1631–1632 walijski żeglarz Thomas James (1593–1635), reprezentujący kupców z Bristolu , zbadał zachodnie brzegi Zatoki Hudsona, przezimował w Zatoce Jamesa i w 1632 roku dotarł na szerokość 65°N. W tym samym czasie wyprawę finansowaną przez kupców londyńskich , poprowadził Luke Foxe (1586–1635). Rywalizujące ze sobą ekspedycje spotkały się u wejścia do Zatoki Jamesa, po czym Luke udał się na północ i jako pierwszy wypłynął poza Foxe Channel do Basenu Foxe’a, docierając prawie do koła podbiegunowego północnego .
W 1668 roku wspierany przez kupców londyńskich francuski traper Médard Chouart des Groseilliers (1618–1696) wyruszył w rejon Zatoki Hudsona, by zbadać możliwości działalności handlowej i ocenić możliwość istnienia przejścia na Ocean Spokojny. W 1670 roku przy wsparciu finansistów z Londynu powstała Kompania Zatoki Hudsona (ang. Hudson’s Bay Company), która uzyskała królewskie przywileje handlowe w regionie wyznaczonym przez dział wodny Zatoki Hudsona – na Ziemi Ruperta.

#### XVIII wiek
Na początku XVIII w. kolejne próby znalezienia przejścia podejmowała Kompania Zatoki Hudsona, a w 1719 roku wyprawę w poszukiwaniu Cieśniny Anian poprowadził jej dyrektor James Knight (1640–1719/1720). W 1722 roku znaleziono wraki statków wyprawy Knighta, a kapitan John Scroggs raportował, że jej uczestników zabili Inuici . W 1769 roku losy członków wyprawy Knighta odkrył Samuel Hearne (1745–1792) – ekspedycja dotarła do Marble Island, a po rozbiciu statków jej uczestnicy zimowali dwukrotnie na brzegu, lecz nie udało im się przeżyć .
W 1745 roku brytyjski parlament ustanowił nagrodę 20 tys. funtów dla brytyjskiego żeglarza, który przepłynie z Cieśniny Hudsona na wody Pacyfiku. W 1747 roku zachęceni perspektywą nagrody William Moor (zm. 1765)  i Francis Smith poszukiwali przejścia przez Chesterfield Inlet i Wager Bay i zbadali zachodnie brzegi Zatoki Hudsona. W 1775 roku brytyjski parlament zmienił warunki nagrody i ustanowił 20 tys. funtów dla brytyjskiego żeglarza, który przepłynie przez przejście powyżej 52°N.

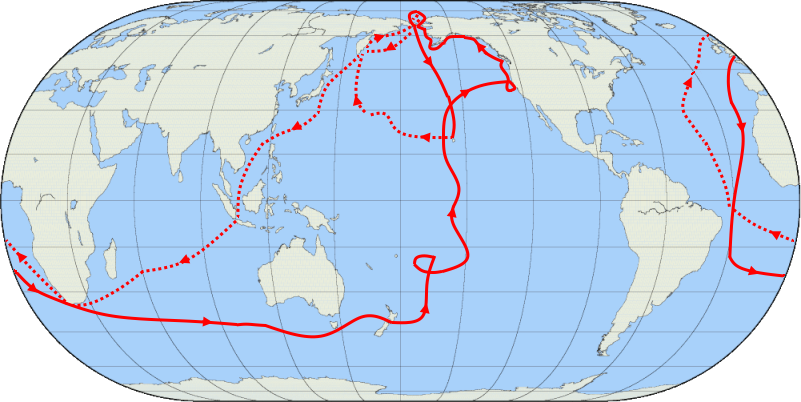
Trasa trzeciej wyprawy Jamesa Cooka – kolorem czerwonym oznaczono szlak przebyty przed śmiercią Cooka, a niebieskim po jego śmierci

W 1776 roku, zachęcony perspektywą nagrody i najnowszymi odkryciami, znalezienia przejścia podjął się James Cook (1728–1779) . Cook przypuszczał, że droga przejścia prowadzi nie bezpośrednio przez kontynent amerykański, lecz naokoło niego . Szlak miał leżeć na północy, o czym świadczyć miały relacje rosyjskich handlarzy futrem, którzy twierdzili, że Alaska to wyspa oddzielona cieśniną od kontynentu amerykańskiego. W 1778 roku Cook poszukiwał przejścia od strony zachodniej, żeglując wzdłuż wybrzeży współczesnej Kolumbii Brytyjskiej i Alaski . Cook przepłynął przez cieśninę odkrytą w 1728 roku przez Vitusa Beringa (1681–1741), skierował się na północny wschód, by pożeglować wzdłuż północnego wybrzeża Ameryki . Wyprawa napotkała wkrótce masy lodu, które uniemożliwiły dalszą podróż na wschód i musiała zawrócić do Cieśniny Beringa . Chociaż Cook nie odkrył przejścia, to jako pierwszy sporządził dokładne mapy wybrzeża Alaski od Góry Świętego Eliasza do Cieśniny Beringa i dalej .
W 1779 roku kolejną próbę odkrycia przejścia na wschód podjął hiszpański nawigator z Peru Juan Francisco de la Bodega y Quadra (1743–1794), który badał Juan de Fuca Strait i fiordy współczesnej Kolumbii Brytyjskiej i Alaski .
W 1786 roku francuski żeglarz Jean-François de La Pérouse (1741–1788) zbadał tropem Cooka wybrzeże północnoamerykańskie między 45°N a 55°N. W tym samym roku brytyjski żeglarz James Strange (1753–1840) odkrył cieśninę Queen Charlotte Sound, a rok później George Dixon (1748–1795) odkrył Wyspy Królowej Charlotty.
W 1791 roku Alessandro Malaspina (1754–1810) zbadał wybrzeże Zatoki Alaska na zachód od Yakutat Bay i bezskutecznie poszukiwał przejścia na południe od Nootka Sound. W tym samym roku Francisco de Eliza (1759–1825) zbadał cieśninę Haro Strait do 50°N, którą błędnie uważał za przejście. W 1792 roku Jacinto Caamaño (1759-1825?) zbadał cieśninę Clarence Strait, a Dionisio Alcalá Galiano (1760–1805) Strait of Georgia. Kolejną wyprawę w poszukiwaniu przejścia transkontynentalnego poprowadził George Vancouver (1757–1798), który w latach 1792–1794 pieczołowicie przebadał północno-zachodnie wybrzeże Ameryki, sprawdzając każdą zatokę i nie znajdując przejścia . Ostatecznie nieistnienie transkontynentalnego przejścia potwierdziła w latach 1802–1804 amerykańska wyprawa Meriwethera Lewisa (1774 –1809) i Williama Clarka (1770–1838).

#### XIX wiek
W pierwszej połowie XIX w. wiele fragmentów obecnego Przejścia Północno-Zachodniego zostało poznanych cząstkowo przez szereg działających tam ekspedycji morskich.
W latach 1815–1818 Cieśninę Beringa badał rosyjski podróżnik Otto von Kotzebue (1788–1846) z zamiarem znalezienia drogi morskiej prowadzącej do Zatoki Baffina. W 1817 roku brytyjski podróżnik William Scoresby (1789–1857) raportował, że wody wokół Grenlandii między 74°N a 80°N są wolne od lodu. Wzbudziło to zainteresowanie Admiralicji i zintensyfikowano poszukiwania przejścia. W 1818 roku wysłano dwie wyprawy. Pierwsza, złożona z dwóch statków HMS Dorothea pod komendą Davida Buchana (1780–1838) i HMS Trent dowodzonego przez Johna Franklina (1786–1847), miała przepłynąć między Grenlandią a Spitsbergenem i dotrzeć do Cieśniny Beringa. Druga, na statkach „Isabella” pod dowództwem Johna Rossa (1777–1856) i „Alexander” dowodzonym przez Williama Edwarda Parry’ego (1790–1855), miała pożeglować wzdłuż zachodniego wybrzeża Grenlandii przez Cieśninę Davisa do Zatoki Baffina. Ekspedycja Rossa potwierdziła informacje Williama Baffina (1584–1622) o Zatoce Baffina i podjęła próbę dalszej przeprawy na północ. Dotarła do Cieśniny Smitha, osiągając 76°N, gdzie dalszą przeprawę uniemożliwiła obecność lodu. Następnie Ross skierował się na zachód, docierając do Cieśniny Lancastera . Zawrócił zmylony mirażem gór blokującym dalsze przejście na zachód, za co spotkała go krytyka po powrocie do domu. William Edward Parry przepłynął przez Cieśninę Lancastera, docierając do Cieśniny Księcia Regenta, Cieśniny Barrowa i Cieśniny Melville’a. W latach 1821–1823 Parry zbadał cieśninę Frozen Strait, zatokę Repulse Bay i drogi wodne na wschód od Półwyspu Melville’a, lecz masy lodu uniemożliwiły mu dalszą eksplorację. W latach 1824–1825 Parry podjął nieudaną próbę przepłynięcia Cieśniny Księcia Regenta. W 1826 Frederick William Beechey badał północne wybrzeża Alaski, odkrywając przylądek Barrow .
Od strony lądu eksplorację prowadziły wyprawy kierowane przez Johna Franklina (1786–1847), George’a Backa (1796–1878), Petera W. Dease’a (1788–1863), Thomasa Simpsona (1808–1840) i Johna Rae’a (1813–1893) . W latach 1821–1822 pierwsza wyprawa Johna Franklina dotarła na wschód od rzeki Coppermine. W 1826 roku druga wyprawa Johna Franklina badała tereny na zachód od rzeki Mackenzie.

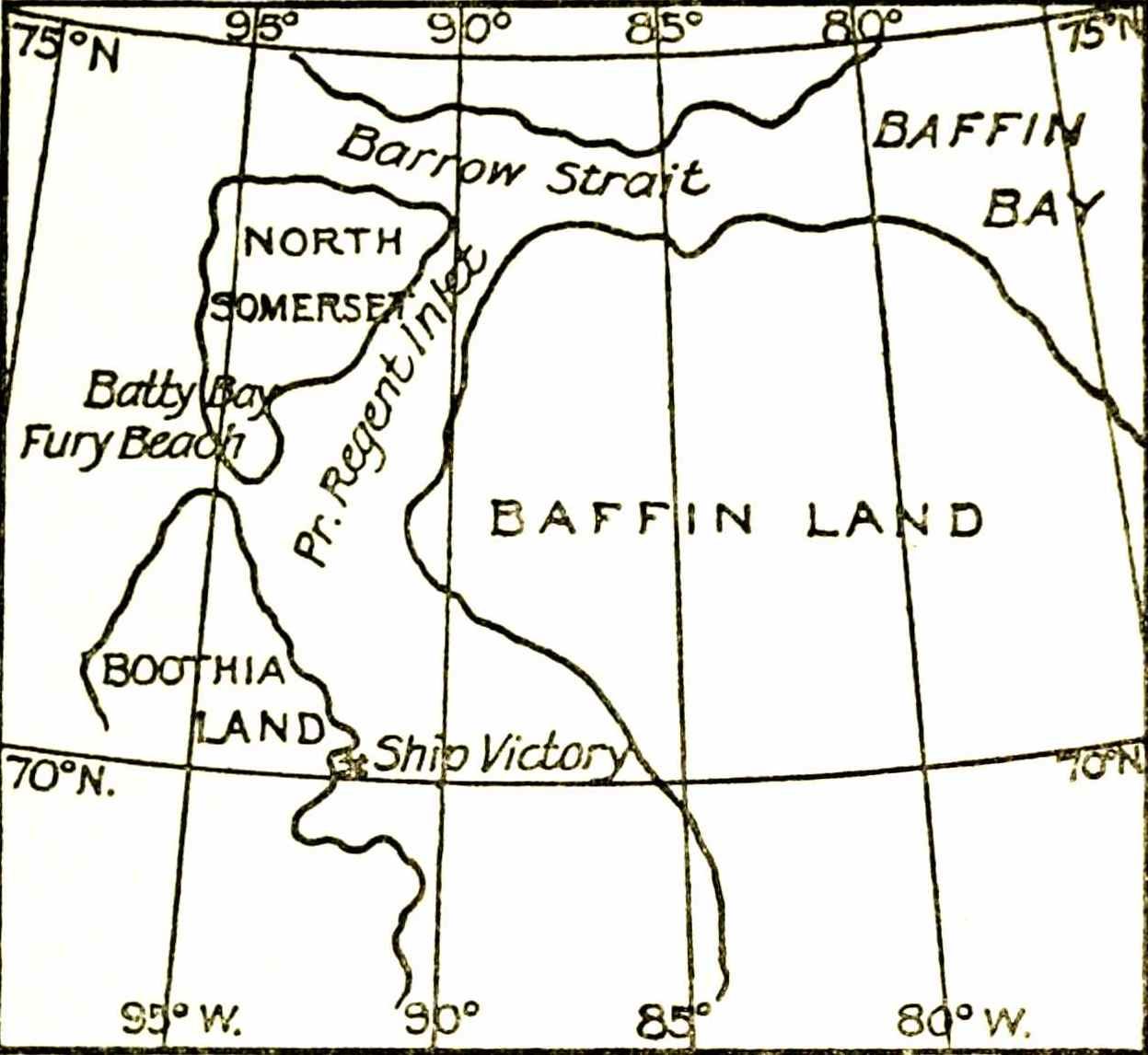
„Boothia Peninsula and North Somerset”, mapa z True Tales of Arctic Heroism in the New World (1912) autorstwa Adolphusa Greely’ego (1844–1935)

W 1829 roku zamożny producent ginu Felix Booth (1780–1850) postanowił sfinansować prywatną wyprawę arktyczną w poszukiwaniu Przejścia Północno-Zachodniego. Ekspedycję poprowadził John Ross wraz z bratankiem Jamesem Clarkiem Rossem(1800–1862). Wyprawa wyruszyła na statku „Victory”. Odkryto Cieśninę Księcia Regenta i ląd po jej stronie zachodniej, który nazwano Boothia na cześć fundatora wyprawy . Ross odkrył również zatokę na południe od Cieśniny Księcia Regenta, którą również nazwano Boothia . Wyprawa przezimowała na południowym krańcu zatoki w miejscu, które Ross nazwał Lord Mayor Bay. Europejczycy przetrwali dzięki pomocy Inuitów, którzy rozbili swój obóz zimowy w pobliżu Lord Mayor Bay. Podczas pierwszego zimowania w 1831 roku bratanek Rossa – James Clark Ross jako pierwszy ustalił położenie północnego bieguna magnetycznego. Dopiero po trzech latach ekspedycji udało się osiągnąć Cieśninę Księcia Regenta. Uczestnicy wyprawy zmuszeni byli porzucić „Victory” i przeprawili się na północny wschód. Założyli obóz zimowy w miejscu, gdzie składowano zapasy ze statku Parry’ego. Przy próbie dalszej przeprawy łodziami zostali zauważeni przez statek wielorybniczy – dawny statek Rossa „Isabellę” – który zabrał ich do Anglii.
W latach 1833–1834 na poszukiwania Rossa rzeką Back wyruszył George Back (1796–1878). Po otrzymaniu wiadomości, że Ross dotarł do Londynu, Back zbadał brzegi rzeki. W latach 1836–1837 Back ponownie popłynął rzeką Back, by zbadać wybrzeże Półwyspu Melville’a i kontynentalny brzeg Cieśniny Księcia Regenta. W kolejnych dwóch latach Peter Warren Dease i Thomas Simpson zmapowali północne wybrzeże Kanady na wschód od półwyspu Boothia, odkrywając Dease Strait i Simpson Strait.
W 1845 roku Admiralicja powierzyła dowództwo kolejnej wyprawy arktycznej Johnowi Franklinowi . Była to najlepiej przygotowana i wyposażona ekspedycja w ówczesnej historii . Ostatni raz ekspedycja była widziana przez wielorybników w lipcu 1845 roku . Jej zaginięcie spowodowało szeroko zakrojoną akcję poszukiwawczą, która nie przyniosła rezultatu, ale przyczyniła się do gruntownego poznania terenów arktycznych Ameryki Północnej. Losy wyprawy zostały częściowo poznane na podstawie artefaktów znalezionych podczas ekspedycji ratunkowych i późniejszych prac archeologicznych . Franklin miał do dyspozycji wzmocnione statki HMS „Erebus” i HMS „Terror”, które w 1846 roku utknęły w lodzie u zachodniego wybrzeża Wyspy Króla Williama . Wyprawa zimowała na wyspie, gdzie w 1847 roku Franklin zmarł . Załoga opuściła statki w 1848 roku i udała się w kierunku kontynentalnej Kanady .
W latach 1847–1859 zorganizowano 30 ekspedycji ratunkowych .
W 1848 roku na prośbę żony Franklina ekspedycję ratunkową poprowadził James Clark Ross. Wyprawa dotarła do Cieśniny Lancastera, lecz z uwagi na niesprzyjające warunki zmuszona była do zimowania na wyspie Somerset. Dla Rossa była to dziewiąta zima spędzona w Arktyce. Na wiosnę 1849 roku przeszukano wybrzeża wyspy – bez rezultatu. Podczas ekspedycji zmapowano ok. 240 km zachodniego wybrzeża Somerset.

## Odkrycie Przejścia Północno-Zachodniego

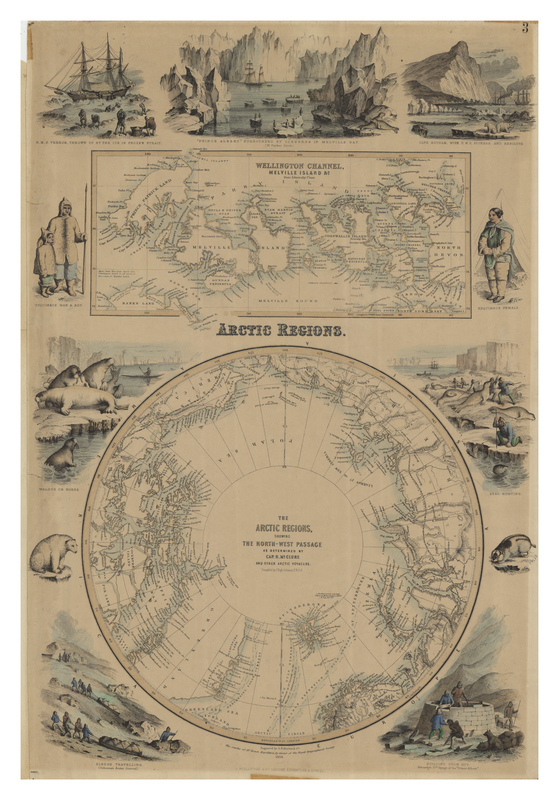
Mapa regionu arktycznego ukazująca Przejście Północno-Zachodnie, The Royal Illustrated Atlas of Modern Geography (1856)

Po fiasku ekspedycji Rossa rząd brytyjski zorganizował kolejną wyprawę w poszukiwaniu zaginionych . Ekspedycja wyruszyła na dwóch statkach – HMS Enterprise pod dowództwem Richarda Collinsona (1811–1883) i HMS Investigator dowodzonym przez Roberta McClure’a (1807–1873) . Statki miały osobno dopłynąć na Hawaje, skąd razem miały udać się do Cieśniny Beringa . Do spotkania na Hawajach nie doszło – „Investigator” popłynął na północ przez Ocean Arktyczny w kierunku Point Barrow na Alasce i nie czekając na „Enterprise” udał się dalej na wschód . McClure odkrył Wyspę Wiktorii i Cieśninę Księcia Walii, lecz jego dalszą podróż drogą morską uniemożliwił lód . McClure wraz z załogą zaczął prowadzić badania okolic drogą lądową na saniach, odkrywając Przejście Północno-Zachodnie . „Investigator” pozostawał uwięziony w lodzie w Mercy Bay przez trzy lata i dopiero w 1854 roku członkowie wyprawy zostali podjęci przez statek „North Star” z Beechey Island, do której dotarli na saniach .
McClure był pierwszym, który pokonał przejście z zachodu na wschód – częściowo na saniach przez zlodzone wody od Banks Island do Devon Island .
W latach 1898–1902 norweski polarnik Otto Sverdrup (1854–1930) potwierdził, że nie ma przejścia między wyspami na północny zachód od Cieśniny Lancastera i Cieśniny Melville’a .

## Przeprawa przez Przejście Północno-Zachodnie (1903–1906)

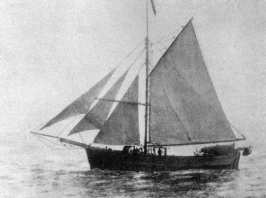
„Gjøa” – statek wyprawy Amundsena

Pierwszym, który przepłynął przez przejście w latach 1903–1906 (choć w kilku etapach ze wschodu na zachód) był Roald Amundsen (1872–1928) .
Po powrocie z Belgijskiej Wyprawy Antarktycznej (1897–1899) Amundsen uznał, że zebrał wystarczająco dużo doświadczenia, aby rozpocząć przygotowania do własnej wyprawy . Jego celem było pokonanie Przejścia Północno-Zachodniego . Wyprawa miała również ustalić aktualną pozycję magnetycznego bieguna północnego .
W 1901 roku na potrzeby wyprawy Amundsen zakupił niewielki slup „Gjøa” . Ekspedycja zyskała częściowe finansowanie Norweskiego Towarzystwa Geograficznego , lecz sam Amundsen popadł w długi . By uciec przed wierzycielami, wyprawa wyruszyła pod osłoną nocy z 16 na 17 czerwca 1903 roku i po dwóch miesiącach dotarła do północno-zachodniej Grenlandii . Następnie statek minął Beechey Island i popłynął na południe, wchodząc w Cieśninę Franklina . W połowie września „Gjøa” zakotwiczyła w zatoce południowej Ziemi Króla Wilhelma, którą nazwano na cześć statku Gjøahavn . Uczestnicy osiedli na brzegu, przebywając tu przez dwa lata . Wiosną 1904 roku Amundsen i Peder Ristvedt (1873–1955) ustalili położenie magnetycznego bieguna północnego  – na zachodnim wybrzeżu półwyspu Boothia, w pobliżu miejsca, gdzie w 1831 roku James Clark Ross po raz pierwszy znalazł północny biegun magnetyczny .
13 sierpnia 1905 roku wyprawa ruszyła dalej na zachód . Pomimo lodu, mgły i niewielkiej ilości wody pod kilem, przejście zostało pokonane i 17 sierpnia „Gjøa” zakotwiczyła przy przylądku Cape Colbourne – najbardziej wysuniętym na wschód punkcie, do którego dotarł jakikolwiek statek płynący z Cieśniny Beringa . 2 września „Gjøa” została uwięziona w lodzie w pobliżu wyspy Herschel Island  i załoga musiała spędzić 10 miesięcy na wybrzeżu Jukonu . Zimą Amundsen udał się saniami do Eagle na Alasce, aby wysłać telegram z informacją o sukcesie wyprawy . W połowie sierpnia 1906 roku podróż mogła być wznowiona i 31 sierpnia wyprawa dotarła do Nome, skąd rozpoczął się tryumfalny powrót do Norwegii .

## Przeprawy Larsena przez Przejście Północno-Zachodnie

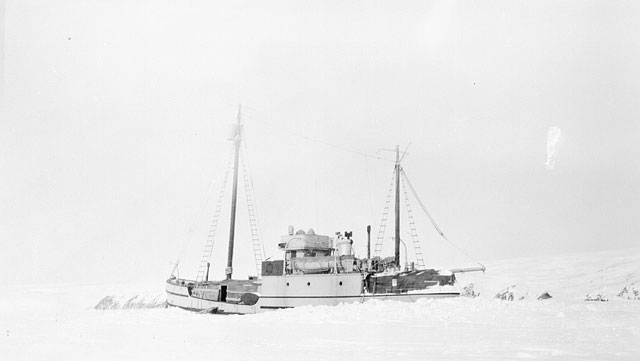
Szkuner St. Roch na Morzu Beauforta

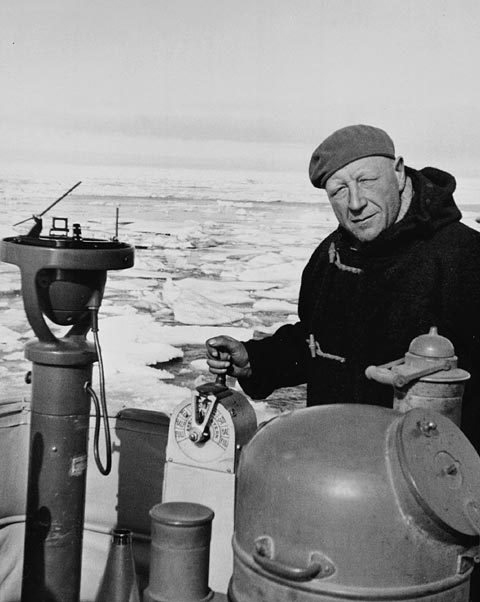
Henry Larsen (ok. 1944)

Pierwszym, który przepłynął przez przejście z zachodu na wschód w latach 1940–1942 był kanadyjski polarnik Henry Larsen (1899–1964) . Larsen był kapitanem statku „St. Roch”, na którym pływał od 1928 roku . Zainspirowany sukcesem Amundsena, wyprawił się przez przejście w 1940 roku, jednak złe warunki pogodowe zmusiły go do zimowania na półwyspie Boothia . Potem przepłynął przez Bellot Strait, Zatokę Baffina, Cieśninę Davisa i dalej wzdłuż wybrzeża Labradoru, docierając do Halifaksu w 1942 roku .
Larsen był również pierwszym polarnikiem, który przepłynął w 1944 cały szlak w ciągu jednego sezonu nawigacyjnego – tym razem ze wschodu (z Halifaksu) na zachód (z powrotem do Vancouver) . Trasa powrotna wiodła przez Kanał Parry’ego (Cieśninę Lancastera – Cieśninę Barrowa – Cieśninę Melville’a) . Przeprawa tą północną drogą zajęła Larsenowi 86 dni .

## Wykorzystanie Przejścia Północno-Zachodniego

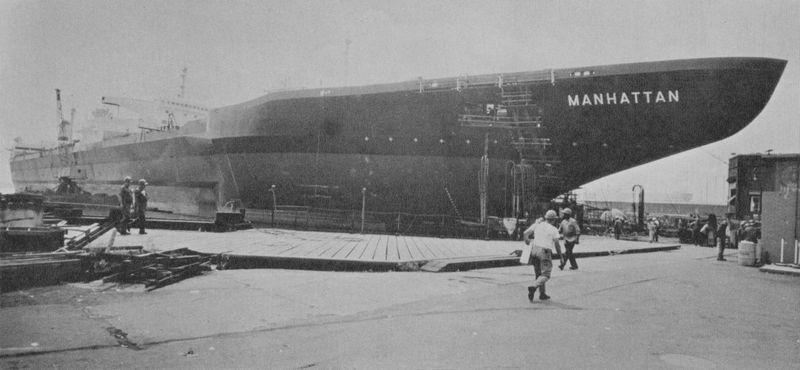
„SS Manhattan” (1969)

Mimo udowodnienia przynajmniej okresowej żeglowności przejścia nie nabrało ono komercyjnego znaczenia. Ukończony w 1914 roku Kanał Panamski zapewnił łatwiejszą trasę z Atlantyku na Pacyfik. W pewnym okresie Przejście Północno-Zachodnie było brane pod uwagę jako trasa dla transportu ropy naftowej z Alaski na wschodnie wybrzeże Stanów Zjednoczonych, lecz w końcu zbudowano rurociąg.
W 1954 roku przejście pokonał lodołamacz „Labrador” kanadyjskiej marynarki  – był to pierwszy statek, który przepłynął trasę z zachodu na wschód w ciągu jednego roku . W 1969 roku pierwszy statek handlowy „Manhattan” przepłynął między Zatoką Baffina a Point Barrow na Alasce .
Zmiany klimatyczne w Arktyce powodują coraz większe otwarcie przejścia dla żeglugi. W 1984 roku przejście po raz pierwszy pokonał statek wycieczkowy . W pierwszej dekadzie XXI wieku liczba rejsów wycieczkowych stale rosła . W 2013 roku trasę pod eskortą lodołamaczy przebył pierwszy masowiec „Nordic Orion” przewożąc ładunek węgla z Vancouver do Finlandii . W latach 2013–2019 liczba statków pokonujących przejście wzrosła ze 113 do 160 (o 44%) .
Szlak handlowy przez przejście skróciłby znacznie drogę transportu między Europą a Azją . Pozwoliłby także na żeglugę większych jednostek, które nie mieszczą się w Kanale Sueskim czy Kanale Panamskim . Na znaczenie handlowe przejścia będą mieć wpływ także koszty ubezpieczenia oraz koszty wzmocnienia jednostek, by chronić je przed lodem .
Zwiększenie ruchu przez przejście niesie ze sobą zagrożenia dla środowiska naturalnego związane z emisją dwutlenku węgla, ryzykiem zanieczyszczenia wskutek wycieku ropy naftowej i innych substancji chemicznych czy zanieczyszczeniem hałasem.

## Polityka
Kanada utrzymuje, że przejście leży wewnątrz kanadyjskich wód terytorialnych i każdy statek na jego wodach podlega jurysdykcji Kanady, lecz Stany Zjednoczone nie respektują tej zwierzchności, uważając je za wody międzynarodowe . Stanowisko o międzynarodowym statusie przejścia wspiera również Unia Europejska .
Jeszcze w latach 60. XX w. Kanada i Stany Zjednoczone weszły w spór o status prawny przejścia . Rejs amerykańskiego statku „Manhattan” w 1969 roku uświadomił rządowi kanadyjskiemu konieczność podjęcia działań politycznych w celu zachowania kontroli nad Archipelagiem Arktycznym . W 1988 roku doszło do podpisania umowy o współpracy arktycznej między Kanadą a Stanami Zjednoczonymi i zachowania status quo .
W związku z topieniem się lodu arktycznego i rosnącym potencjałem szlaku dla żeglugi przejście nabrało znaczenia politycznego pod koniec lat 90. XX w.  W przypadku otwarcia przejścia dla regularnej żeglugi komercyjnej kwestia statusu prawnego nabierze kluczowego znaczenia .